# David Deniz Kılınç
David Deniz Kılınç (* 19. Januar 1992 in Lausanne) ist ein schweizerisch-türkischer Fußballspieler.

## Karriere
Kılınç Profilaufbahn startete während der Saison 2009/10 beim schweizerischen Zweitligisten FC Lausanne-Sport. Hier absolvierte er in seiner ersten Saison lediglich eine Ligapartie und steigerte seine Einsätze in seiner zweiten Saison auf drei Pflichtspiele. Im Sommer 2012 wechselte er zu FC Le Mont-sur-Lausanne und im Sommer 2014 zu FC Bavois. Beim FC Bavois verweilte er nur wenige Wochen.
Im Sommer 2014 wechselte er in die türkische TFF 1. Lig zum Absteiger Elazığspor. Eine Saison weiter zog er zum türkischen Drittligisten Bandırmaspor weiter.

## Erfolge
Bandırmaspor
- Play-off-Sieger der TFF 2. Lig und Aufstieg in die TFF 1. Lig: 2015/16